# Badesi
Badesi (gal·lurès Badesi) és un municipi italià, dins de la província de Sàsser. L'any 2007 tenia 1.853 habitants. Es troba a la regió de Gal·lura. Limita amb els municipis de Trinità d'Agultu e Vignola, Valledoria (SS) i Viddalba (SS)

## Administració
| Període | Identitat             | Partit        |
| ------- | --------------------- | ------------- |
| 2005-   | Anton Pietro Stangoni | Llista cívica |